# Synagoge Bremke
Koordinaten: 51° 26′ 54,8″ N, 10° 2′ 31,9″ O
Die Synagoge in Bremke bestand von 1828 bis 1938 auf dem Grundstück der Heiligenstädter Straße 42 in Bremke im Landkreis Göttingen in Südniedersachsen.

## Geschichte
Nach einem Vertrag zwischen der jüdischen Gemeinde und dem Besitzer des Grundstücks Heiligenstädter Straße 42 wurde 1828 ein Gebäude errichtet und an die Synagogengemeinde verpachtet. Zuvor waren mehrfach Versuche gescheitert eine Synagoge in Gelliehausen zu etablieren. In der Nähe der Synagoge existierten außerdem eine Mikwe sowie der Friedhof und die Schule der jüdischen Gemeinde.
Am Morgen des 10. November 1938 plünderte ein SS-Kommando die jüdischen Geschäfte in Gelliehausen und Bremke. Die Synagoge in Bremke wurde zunächst nicht in Brand gesetzt, da Anlieger auf die Tatsache verwiesen, dass das Gebäude nicht im Besitz der jüdischen Gemeinde war. Um 13 Uhr wurde die Synagoge jedoch von örtlichen Parteimitgliedern in Brand gesteckt und brannte vollständig nieder.

## Baubeschreibung
Die Synagoge war ein einfacher Fachwerkbau mit Satteldach. Die Grundfläche maß etwa 11 m in der Breite und 9 m in der Höhe. Das architektonische Vorbild war die Synagoge in Witzenhausen. Im 5 m hohen Innenraum gab es eine vergitterte Frauenempore. Balustraden, die durch acht Pfeiler hergestellt waren, umgaben die Bima. Die halbrunde Nische für den Toraschrein zeichnete sich in der Außenwand zur Straße ab.

## Gedenken
Für die Erinnerung an die Synagoge wurde bisher kein Mahnmal errichtet, jedoch befindet sich eine Gedenktafel für die jüdische Gemeinde seit 2018 in der Bremker Ortsmitte.